# Marvin Heinrich
Marvin Heinrich (* 23. September 1989) ist ein deutscher Artistique-Billardspieler. Er spielt seit der Saison 2011/2012 beim Billard-Sport-Club Rot-Weiß Salzgitter.

## Karriere
Heinrich begann 2010 mit Artistique und nahm 2013 an seiner ersten Deutschen Meisterschaft Artistique teil, wo es für den 3. Platz reichte. Auch 2014 errang er Bronze. Im Jahr 2015 spielte er bei seiner ersten Europameisterschaft mit, wo er den 8. Platz belegte.
In den Jahren danach trainierte er zusammen mit Thomas Ahrens, wodurch er sich stetig verbessern konnte. Dadurch konnte er in den Jahren 2017, 2018, 2019 und 2021 Deutscher Meister werden. Im Jahr 2019 erreichte er bei der Europameisterschaft den 3. Platz. Im Jahr 2023 wurde er Vize-Europameister.

## Erfolge
- Deutsche Meisterschaft:   2017, 2018, 2019  •  2022  •  2013
- Europameisterschaft:   2023 •  2019

Quellen: